# 薩里山 (新南威爾士州)

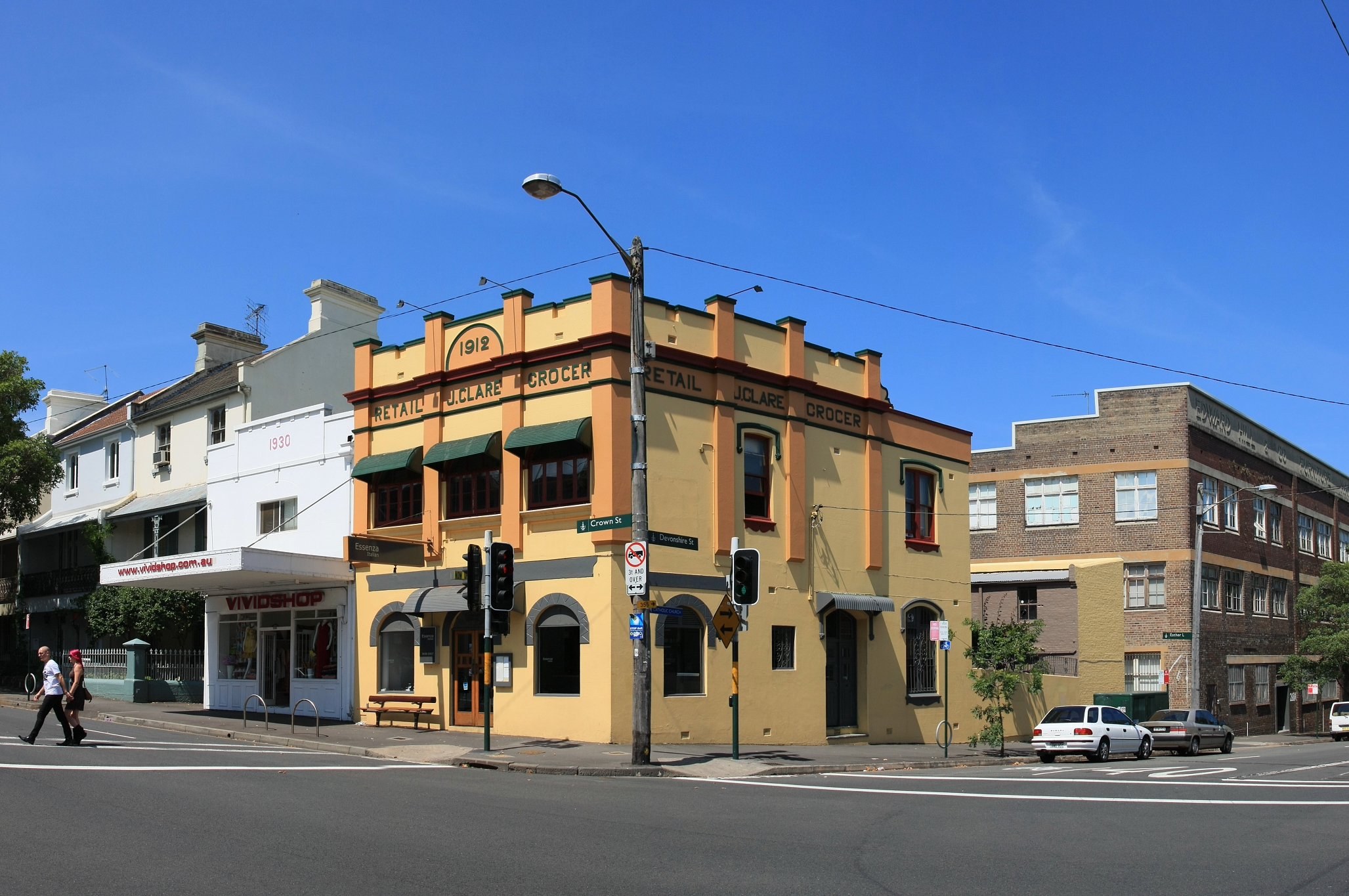
位於皇冠街及爹雲沙街交界的文物建築

薩里山（英語：Surry Hills）位於澳大利亞新南威爾士州，緊貼悉尼中心商業區東南部市區。

## 歷史
薩里山的第一塊土地於1790年代授予。約瑟夫·弗沃少校（Joseph Foveaux）獲得105英畝（0.42平方），並在此開墾耕種，根據英國的將之命名為薩里山農場。此區的弗沃街以紀念他得名。約翰·帕爾默副官（John Palmer）獲得90英畝（360,000平方），他稱之為喬治農場，並於1800年併購了弗沃的農場。由於政治失利，帕爾默被迫於1814年拆售物業以償還債務。艾薩克·尼科爾斯（Isaac Nichol）買了當中6英畝（24,000平方）的20號地皮。1833年，尼科爾斯的物業被再次分拆出售，托馬斯·布勞頓（Thomas Broughton）購得其中一幅，之後輾轉落入喬治·希爾（George Hill）手中，並於此地建立達勒姆堂（Durham Hall）。排屋和工人小屋紛紛於1850年代起建立，薩里山開始有輕工業尤其是纺织业的運作。薩里山漸漸變成了工人階級郊區，當中不少為來自愛爾蘭移民。

## 圖片集

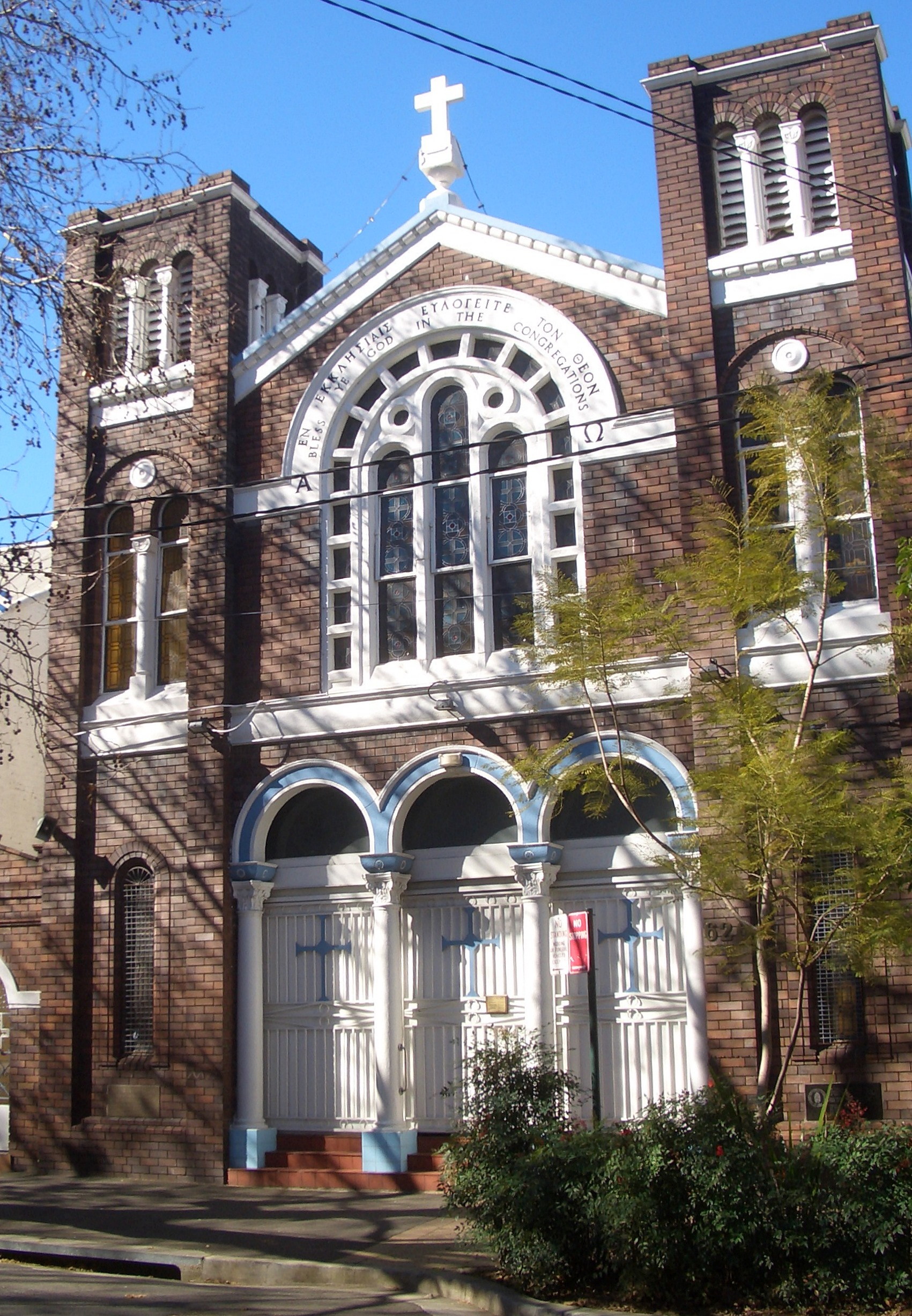
希臘正教聖三一堂
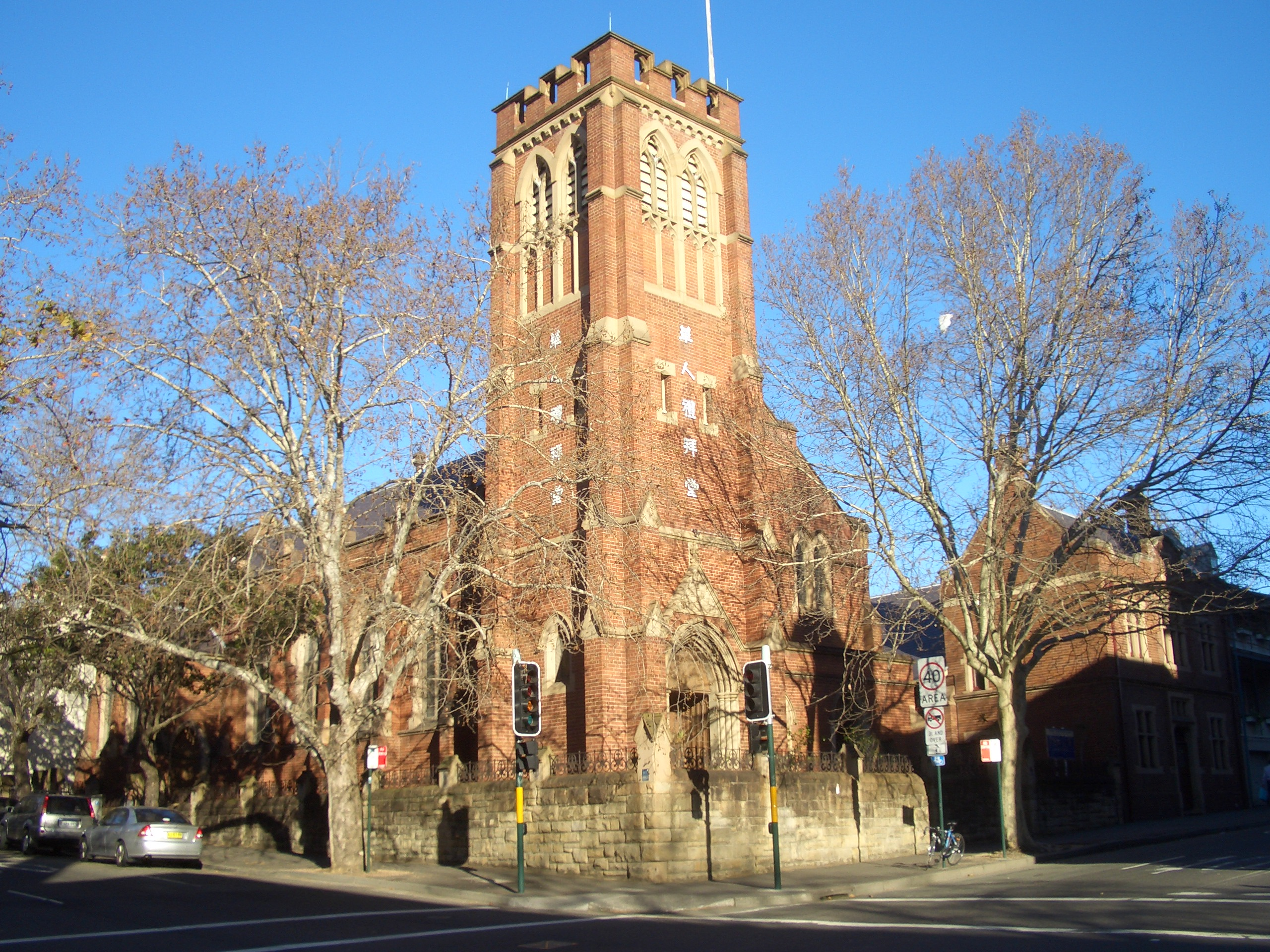
華人長老會
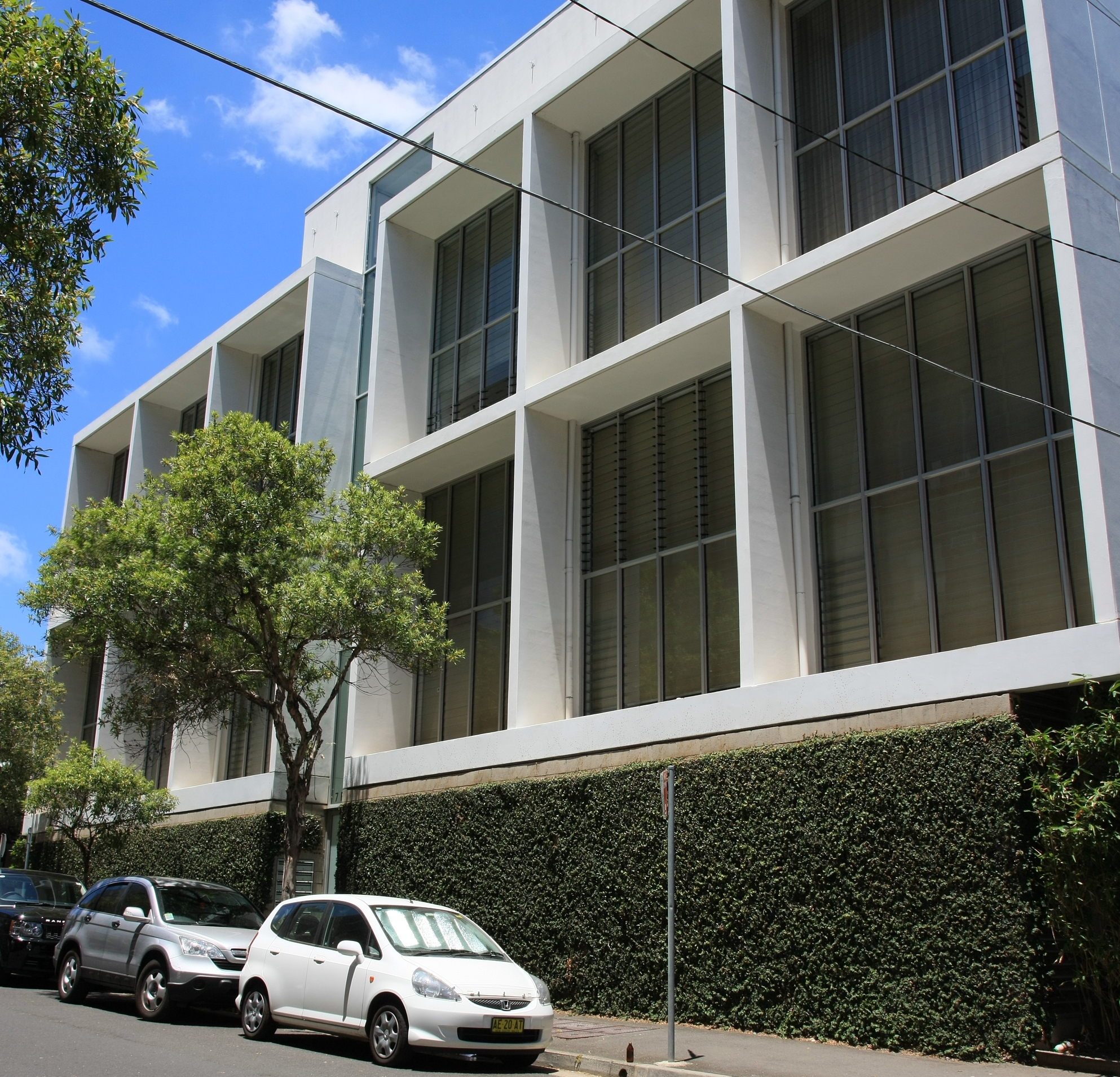
拉特蘭街公寓
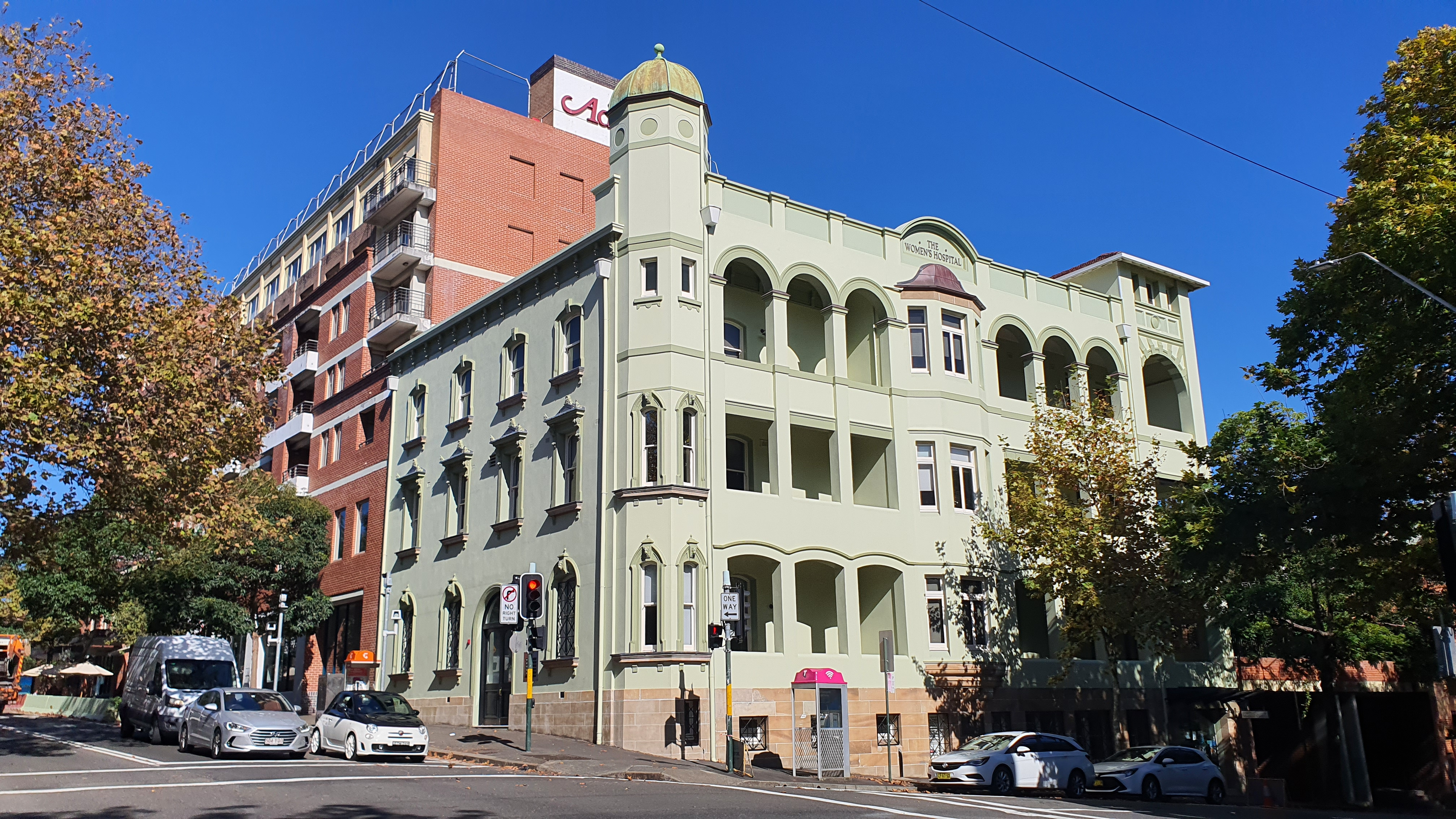
皇冠街婦女醫院
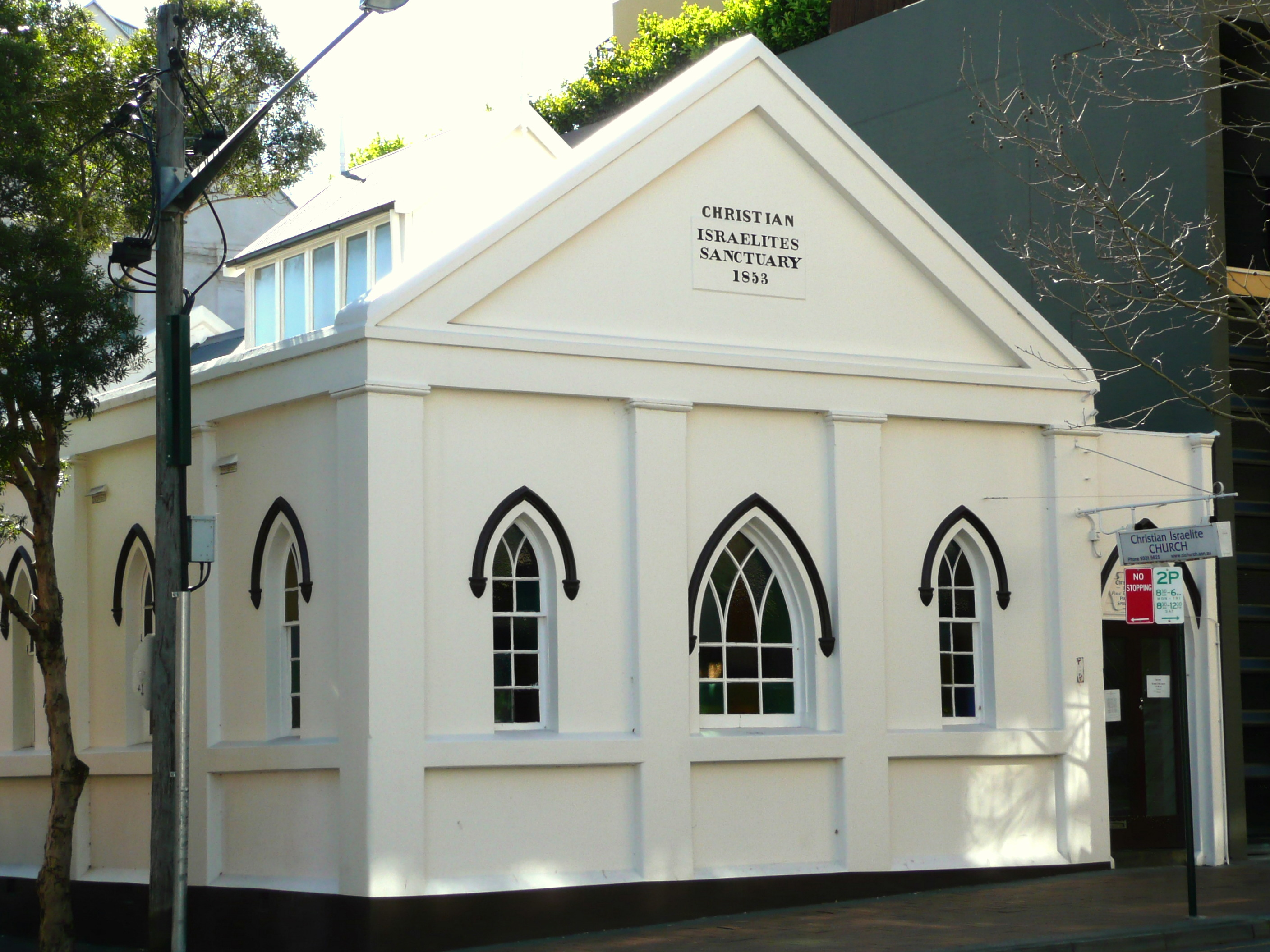
基督教以色列教堂（衿步街）
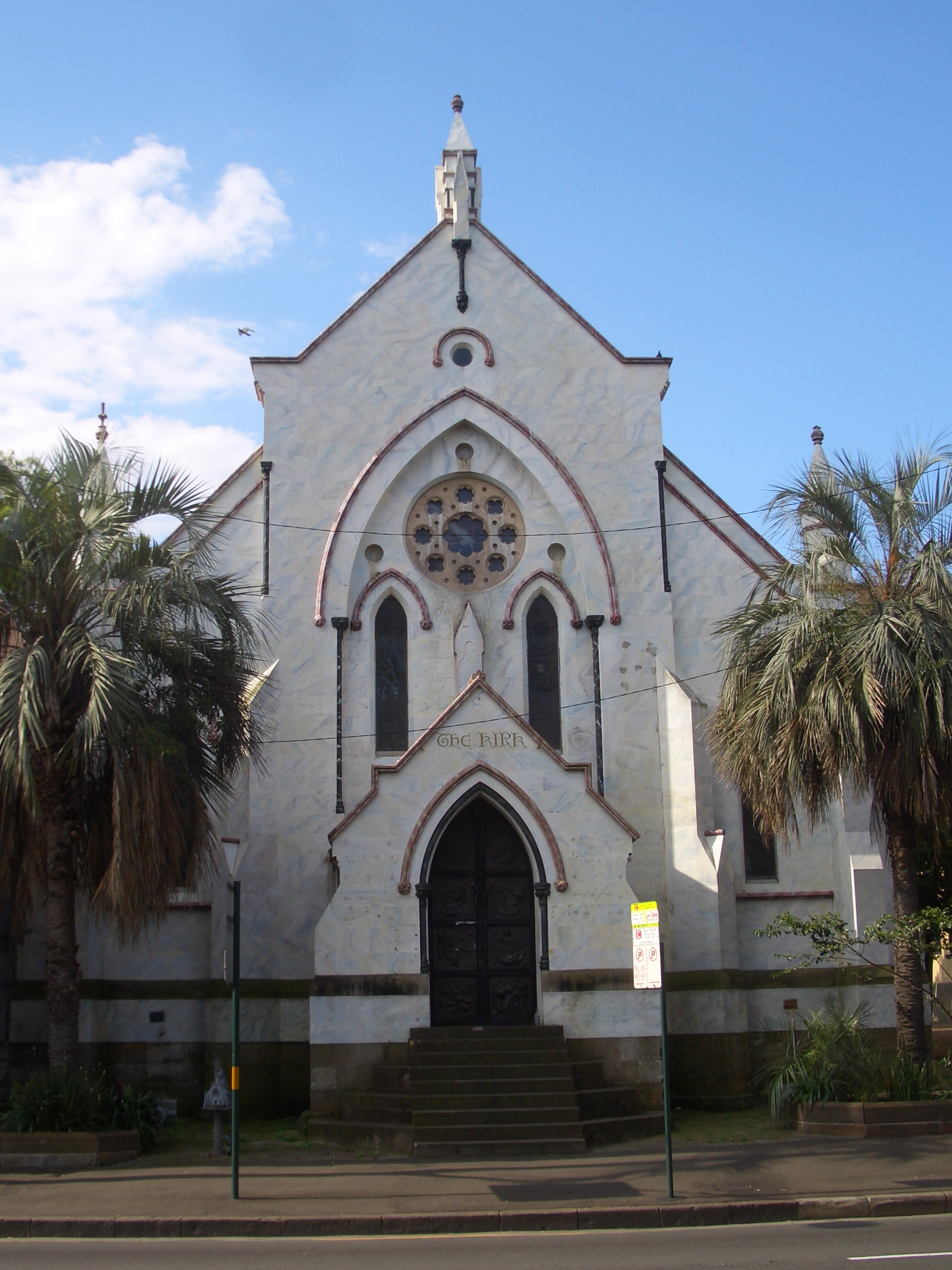
柯克樓（其利扶倫街）
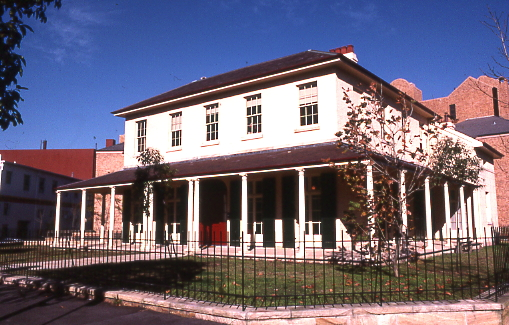
達勒姆堂（英语：Durham Hall, Surry Hills）（亞卑仁街）
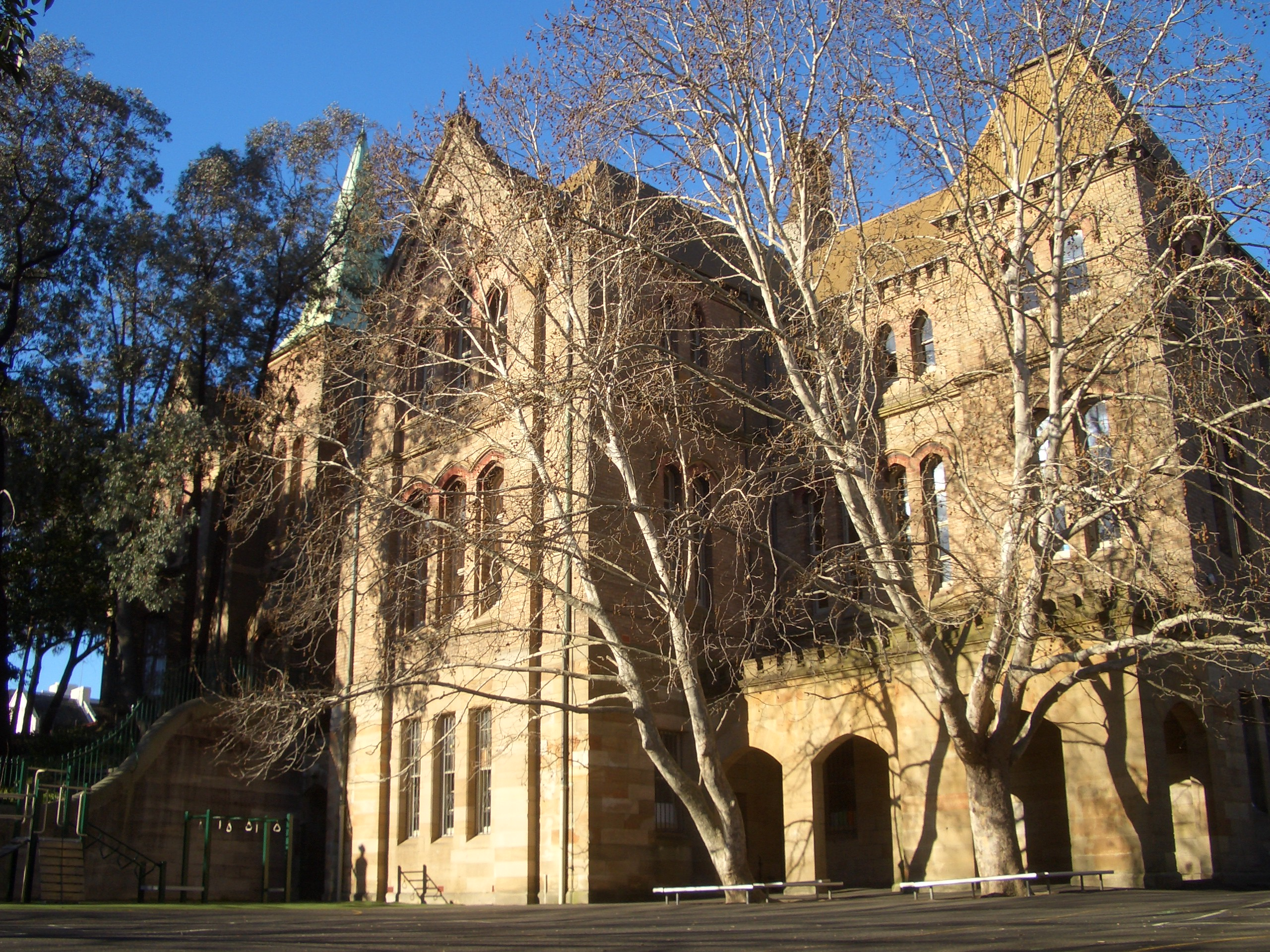
公立學校（皇冠街）
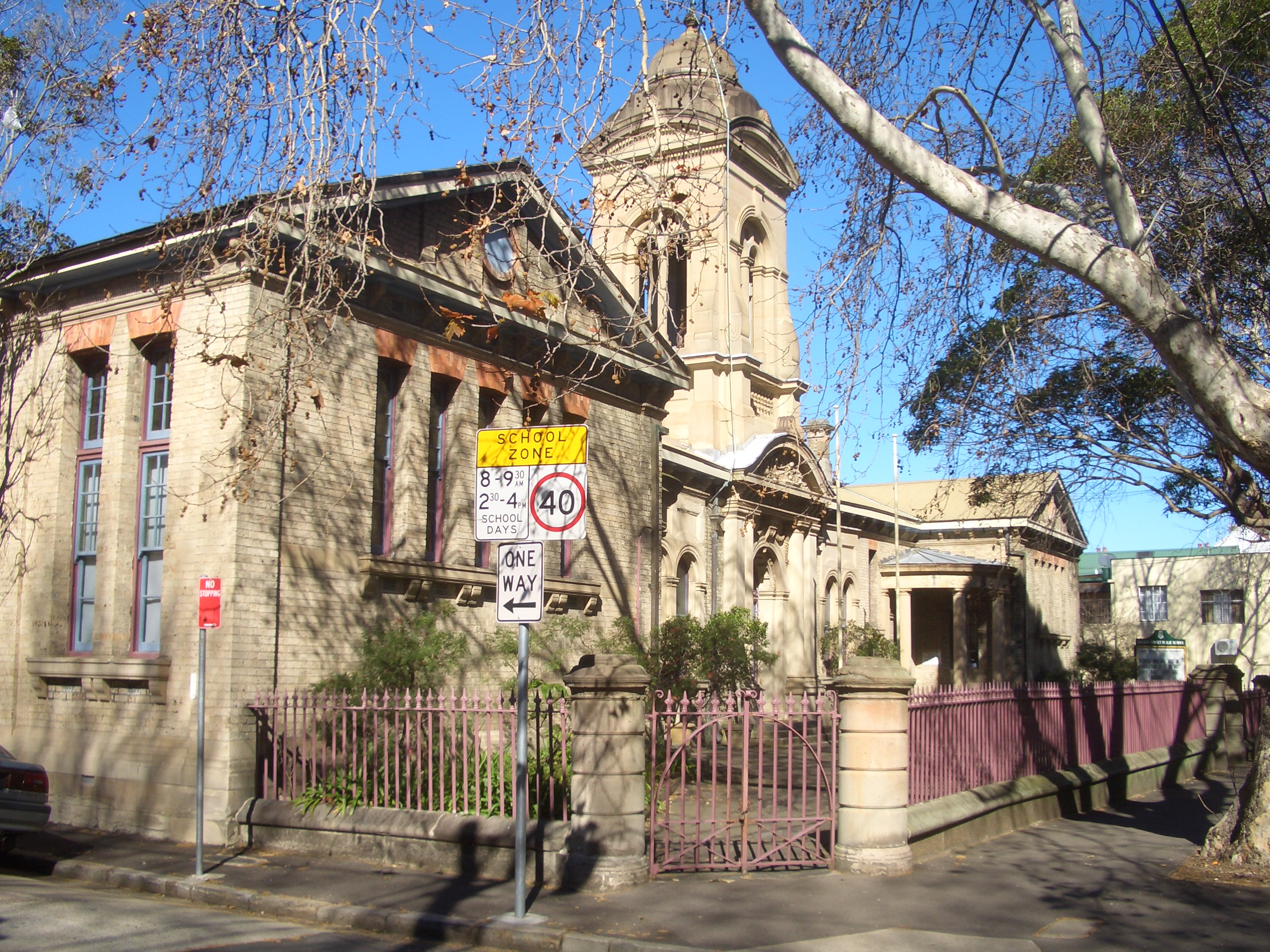
公立學校（柏街）
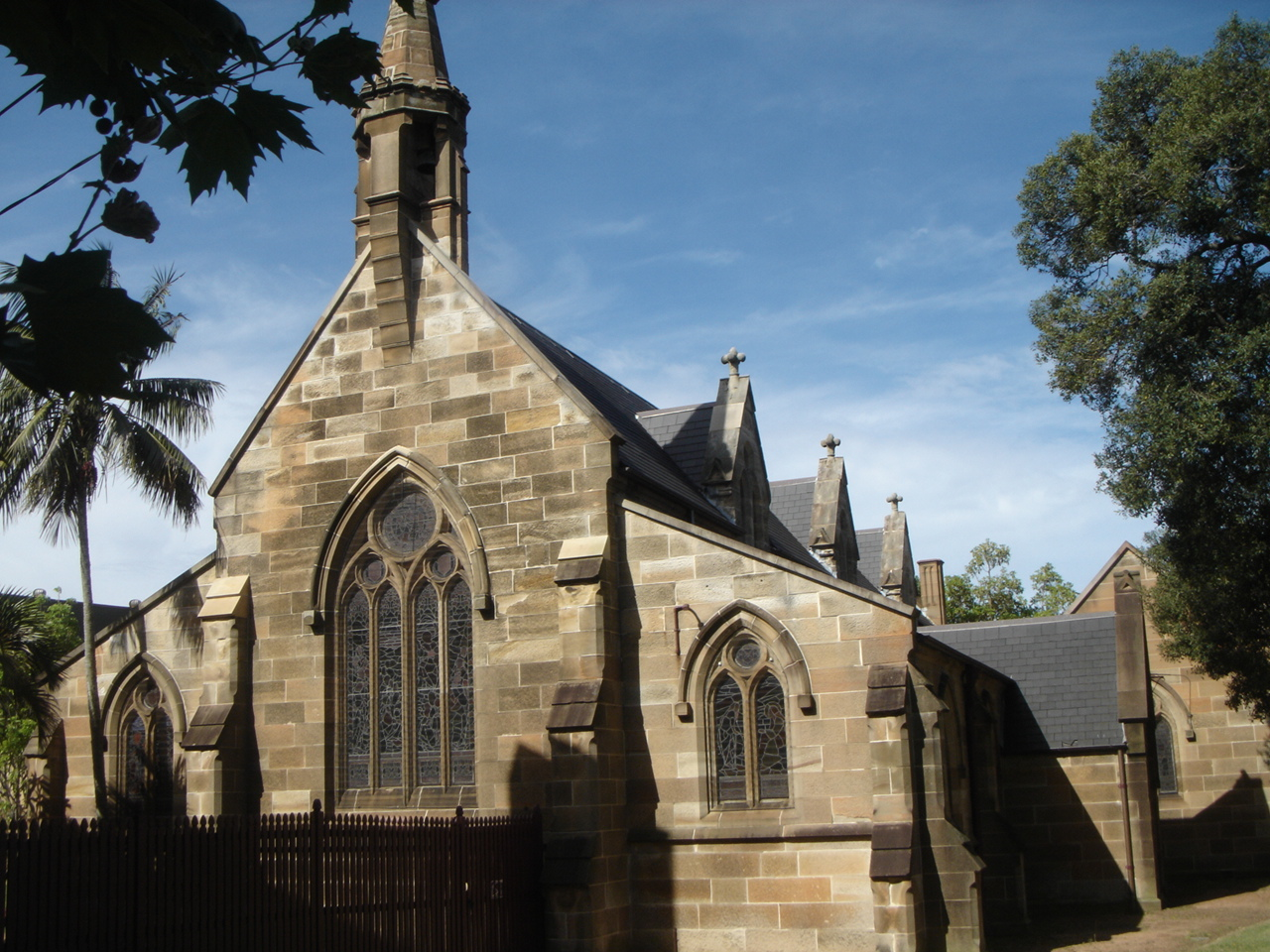
聖公會聖米迦勒堂
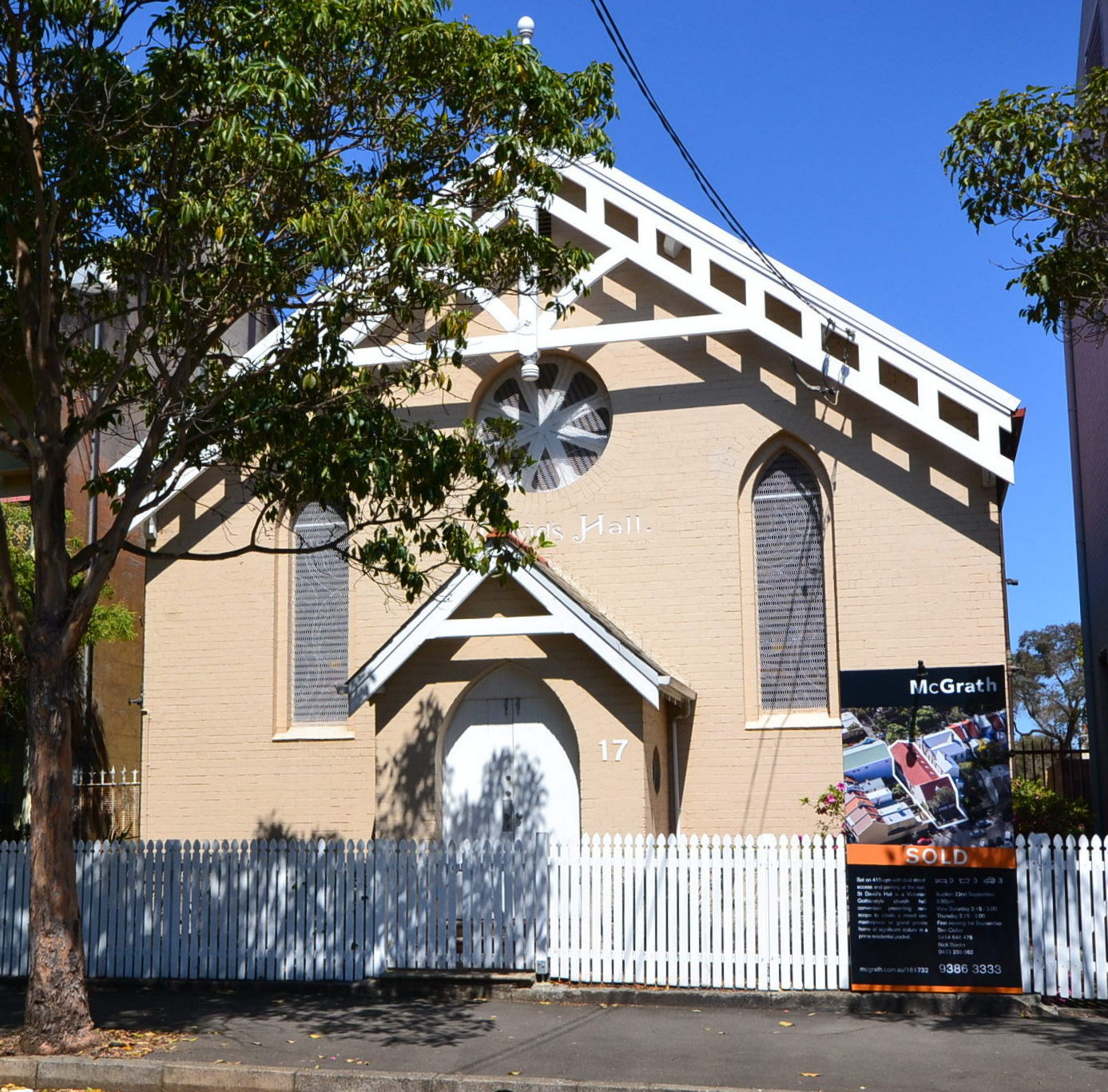
已列入文化遺產的聖大衛堂（亞打街）
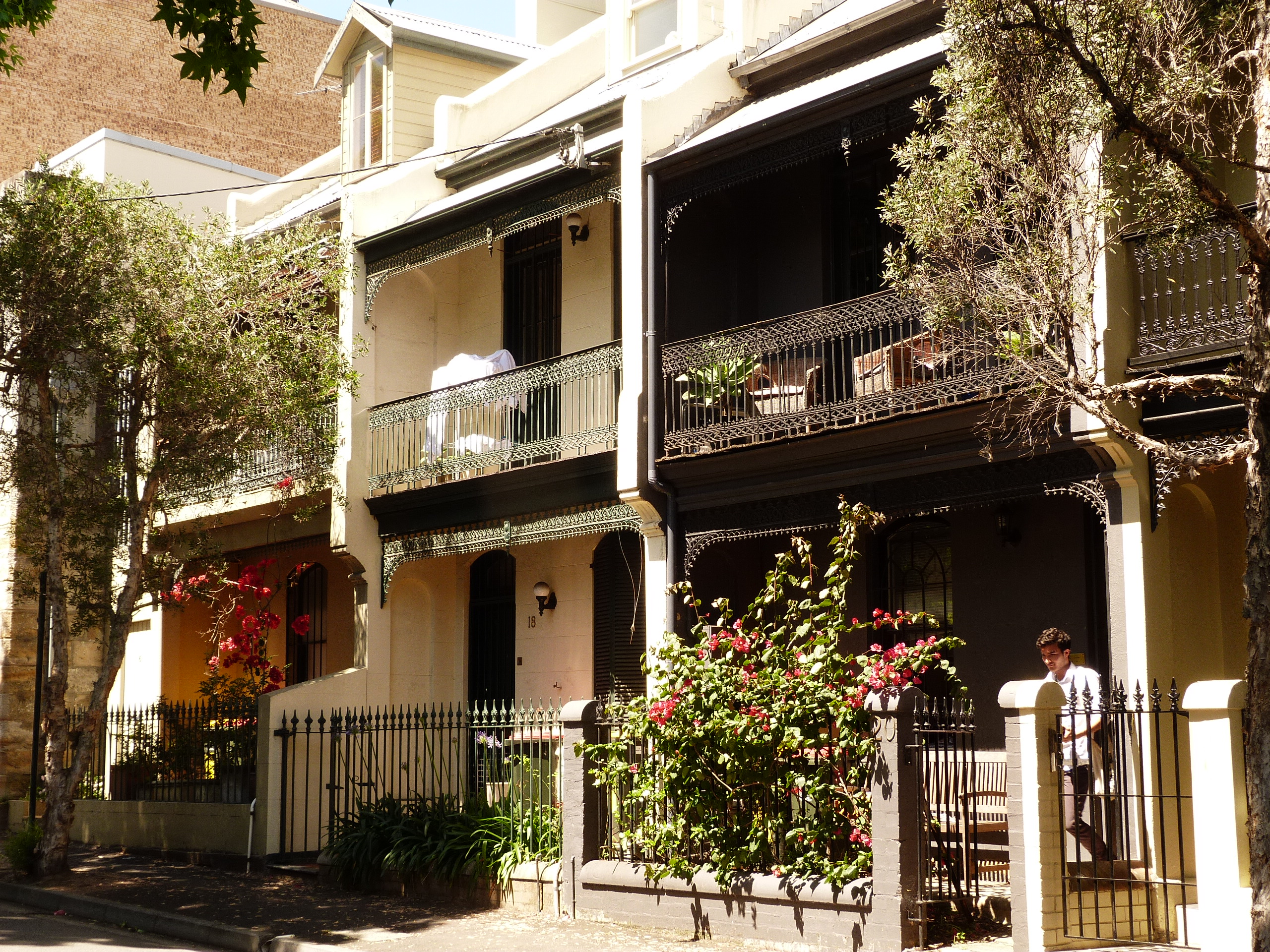
排屋（尼科爾斯街）

## 外部連結
- Wotherspoon, Garry; Keating, Chris. . Dictionary of Sydney. 2009  [28 September 2015]. （原始内容存档于2021-03-29）. [CC-By-SA]
- Whitaker, Anne-Maree. . Dictionary of Sydney. 2008  [28 September 2015]. （原始内容存档于2021-04-27）. [CC-By-SA]
- demographics （页面存档备份，存于）

## 延伸閱讀
- Keating, Christopher. . Australia: Halstead Press. 1991. ISBN 9781920831493.